# ラニコート・フォート
ラニコート・フォート (シンド語: رني ڪوٽ, ウルドゥー語: رانی کوٹ) は、パキスタンのシンド州にある砦の史跡である。ラニコート・フォートは シンドの長城として知られ、周囲は約26キロメートル (16 mi)ある世界最大の砦と信じられている。1993年以来、ユネスコ世界文化遺産の暫定リストに登録されている。

## 歴史

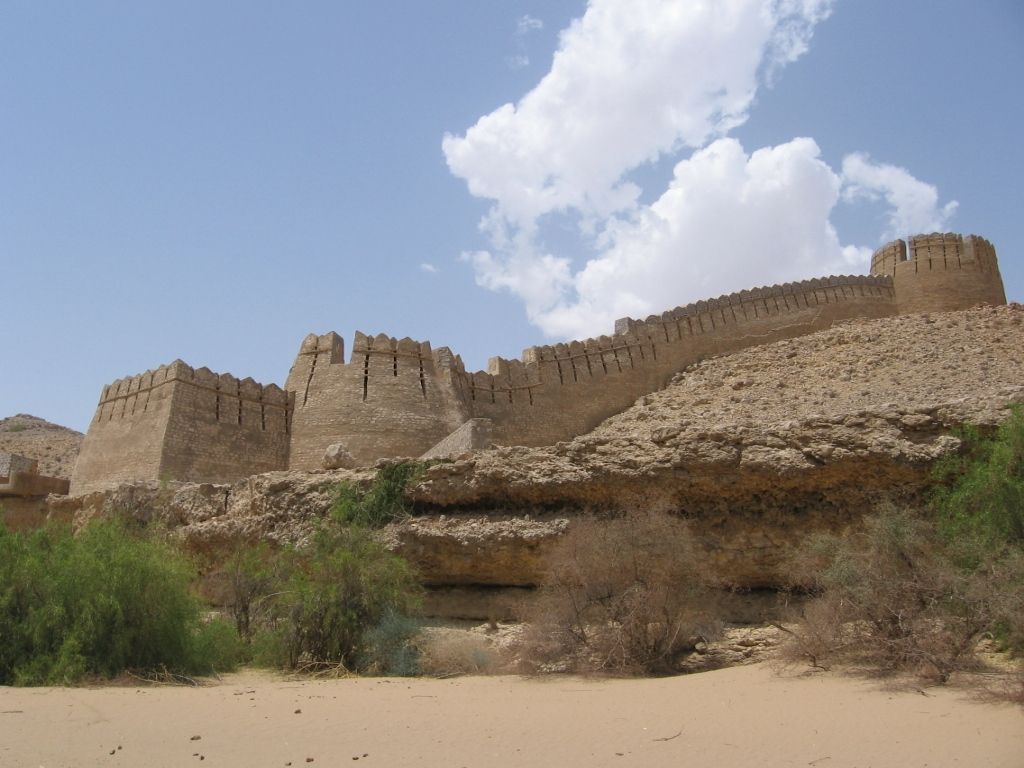
壁には一定間隔で半円の要塞がある

建造時の目的や構造は不明である。何人かの考古学者はアラブ人に帰し、アッバース朝治下836年に、シンドの知事であるイムラーン・ビン・ムーサー・バルマキの命令で建造されたとしている。他の学者は、より早い時代にサーサーン朝のペルシア人に建造時期を帰し、ギリシア人の時代であったとする学者もいる。 アムリ(Amri）の先史時代の遺跡が近くにあるという事実にもかかわらず、砦の中に古い都市があった痕跡はなく、現在の建築物には、建設年代が先史時代に遡る証拠は殆どない。
　最初の建設を17世紀だと指摘する考古学者達がいるが、現シンドの考古学者達は、現在の遺構の一部分は、 Mir Karam Ali Khan Talpur とその兄弟の Mir Murad Aliが、1812年に120万ルピーをかけて再建したものだという見解で一致している(Sindh Gazetteer, 677).。

## ギャラリー

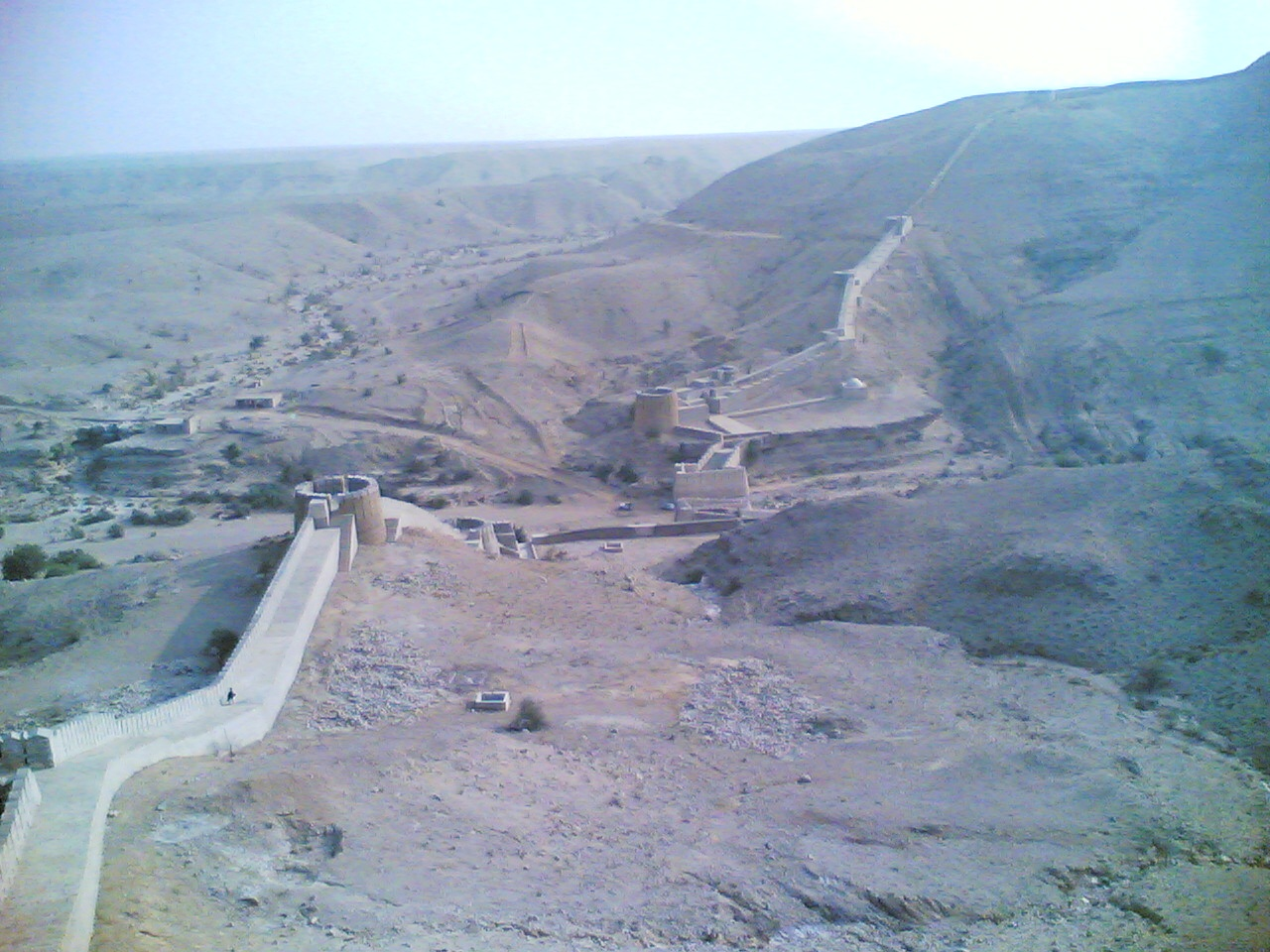
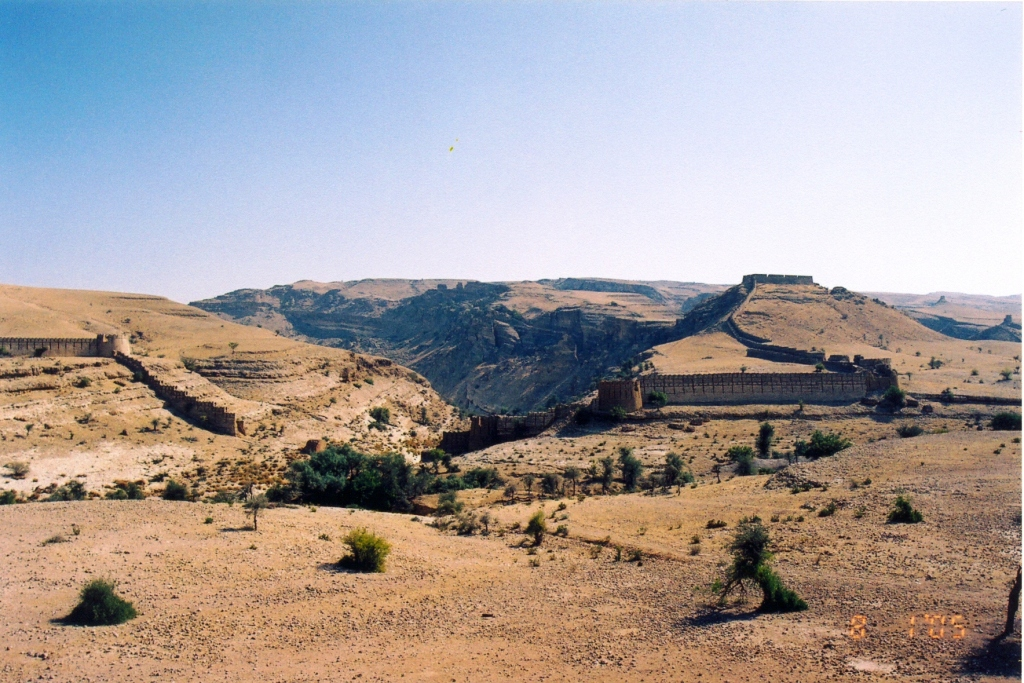
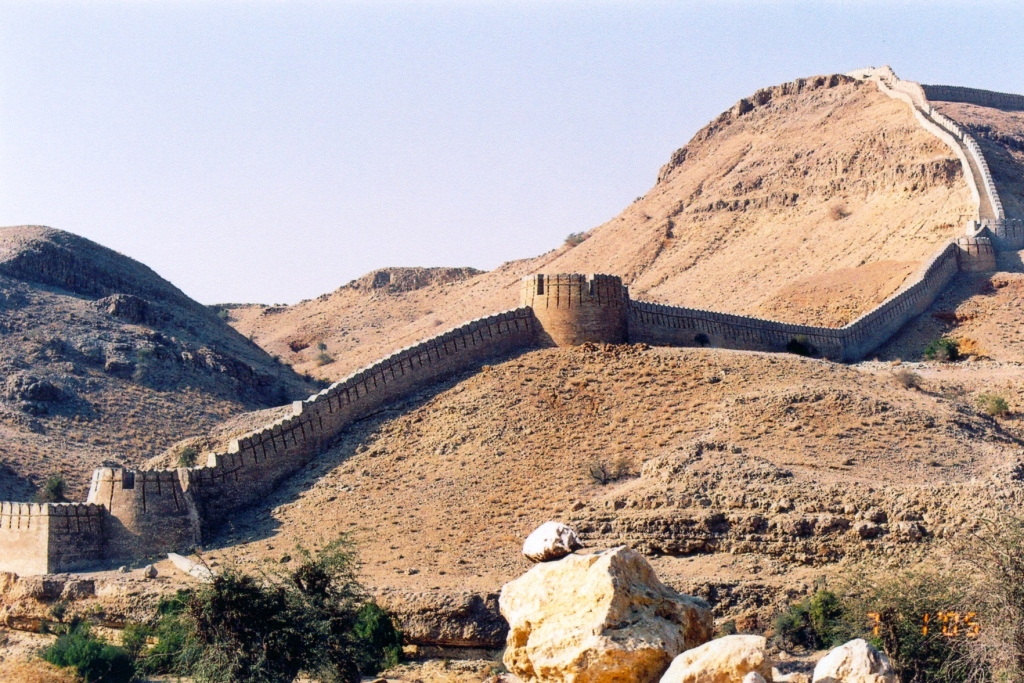
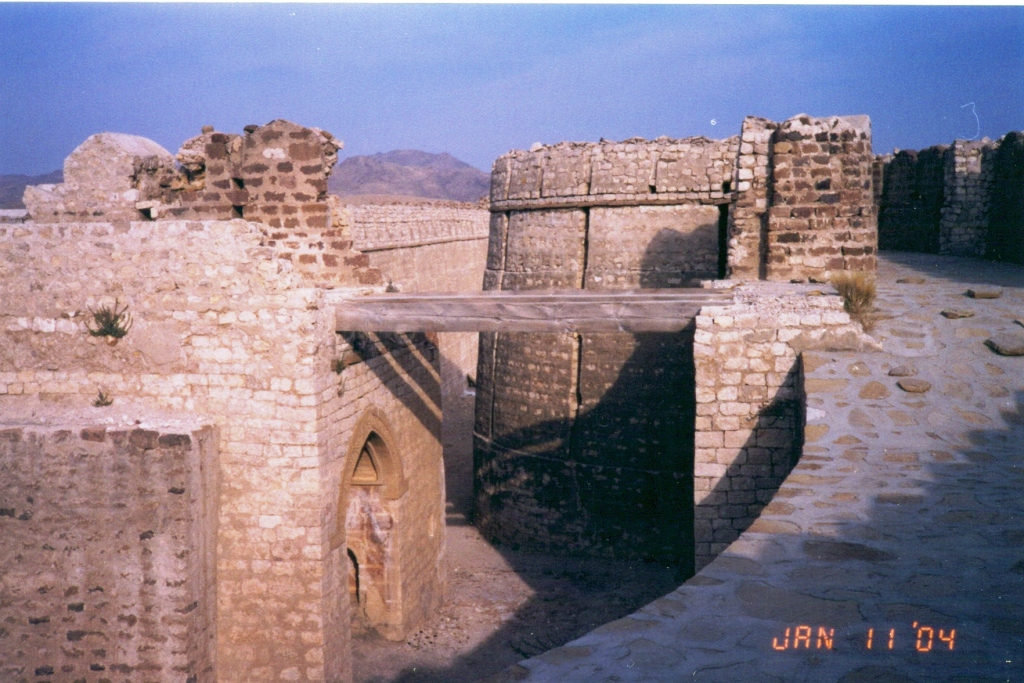
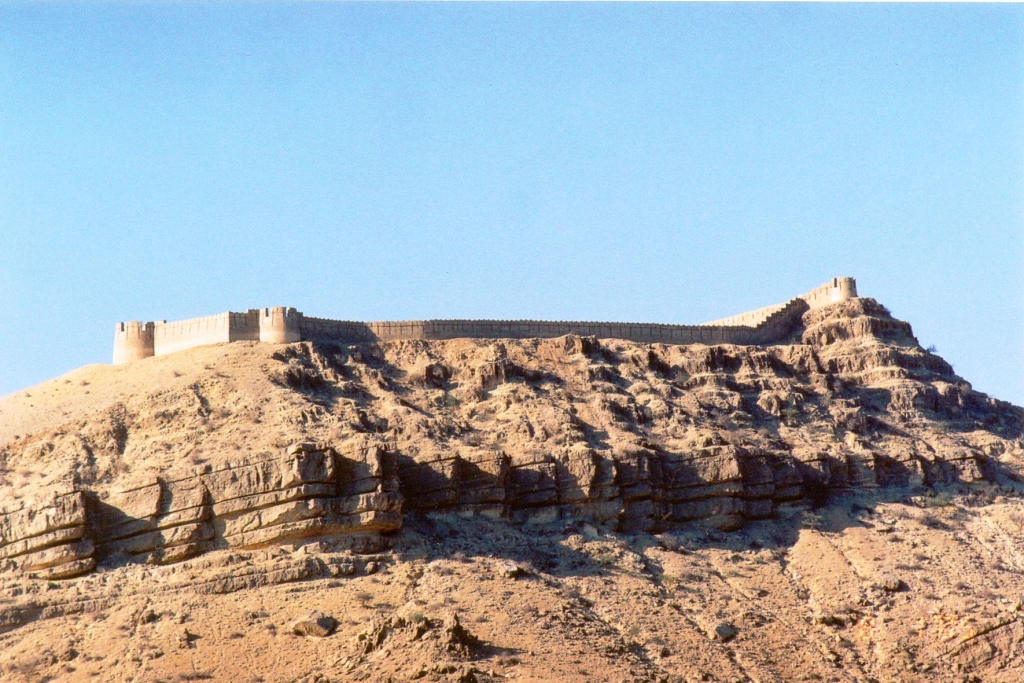

## 参考資料
1. ↑  Ondaatje, Christopher (May 1996). Sindh revisited: a journey in the footsteps of Captain Sir Richard Burton : 1842-1849, the India years. HarperCollins Publishers. p. 265. ISBN 978-0-00-255436-7
2. ↑  “Ranikot Fort”.   UNESCO. 2013年11月20日閲覧。
3. ↑  “Ranikot Fort – the Great Wall of Sindh”.   Islamic Arts and Culture. 2013年11月20日閲覧。

## 読書案内
- Rashid, K. A. (April 1965), Ranikot (the largest fort in the world), VI, Iqbal Review, pp. 33–49.